# Majorelle
Majorelle és una empresa fabricant de medicaments francesa creada el 2012. Tingueren èxit en menys de dos anys de la seua existència.
El 2015 va vendre una crema que substituiria el sildenafil en forma de pastilla com a tractament per a la disfunció erèctil, havent comprat la llicència d'aquest producte per a Mònaco, França i Àfrica del Nord a Apricus Biosciences, una empresa estatunidenca. Aquest sildenafil es vengué sota el nom de Vitaros.
Entre el 26 de gener i el 5 d'abril de 2018 unes pastilles anticonceptives que fabricava Majorelle foren distribuïdes i posteriorment detectades per l'Agència Nacional de Seguretat dels Medicaments (França) com a fraudulentes per tractar-se de placebo. El blíster amb anticonceptius reals conté 28 pastilles mentre que el fals en conté 21. Els lots defectuosos foren retirats de la circulació. Les autoritats andorranes retiraren i avisaren a la població del fet.